# Валерано
Валерано (итал. Vallerano) је насеље у Италији у округу Витербо, региону Лацио.
Према процени из 2011. у насељу је живело 2530 становника. Насеље се налази на надморској висини од 414 м.

## Становништво
Према резултатима пописа становништва 2011. у општини је живело 2.613 становника.
| 1936. | 1951. | 1961. | 1971. | 1981. | 1991. | 2001. | 2011. |
| ----- | ----- | ----- | ----- | ----- | ----- | ----- | ----- |
| 2.267 | 2.537 | 2.352 | 2.071 | 2.310 | 2.446 | 2.505 | 2.613 |